# Loogfels Nr. 102

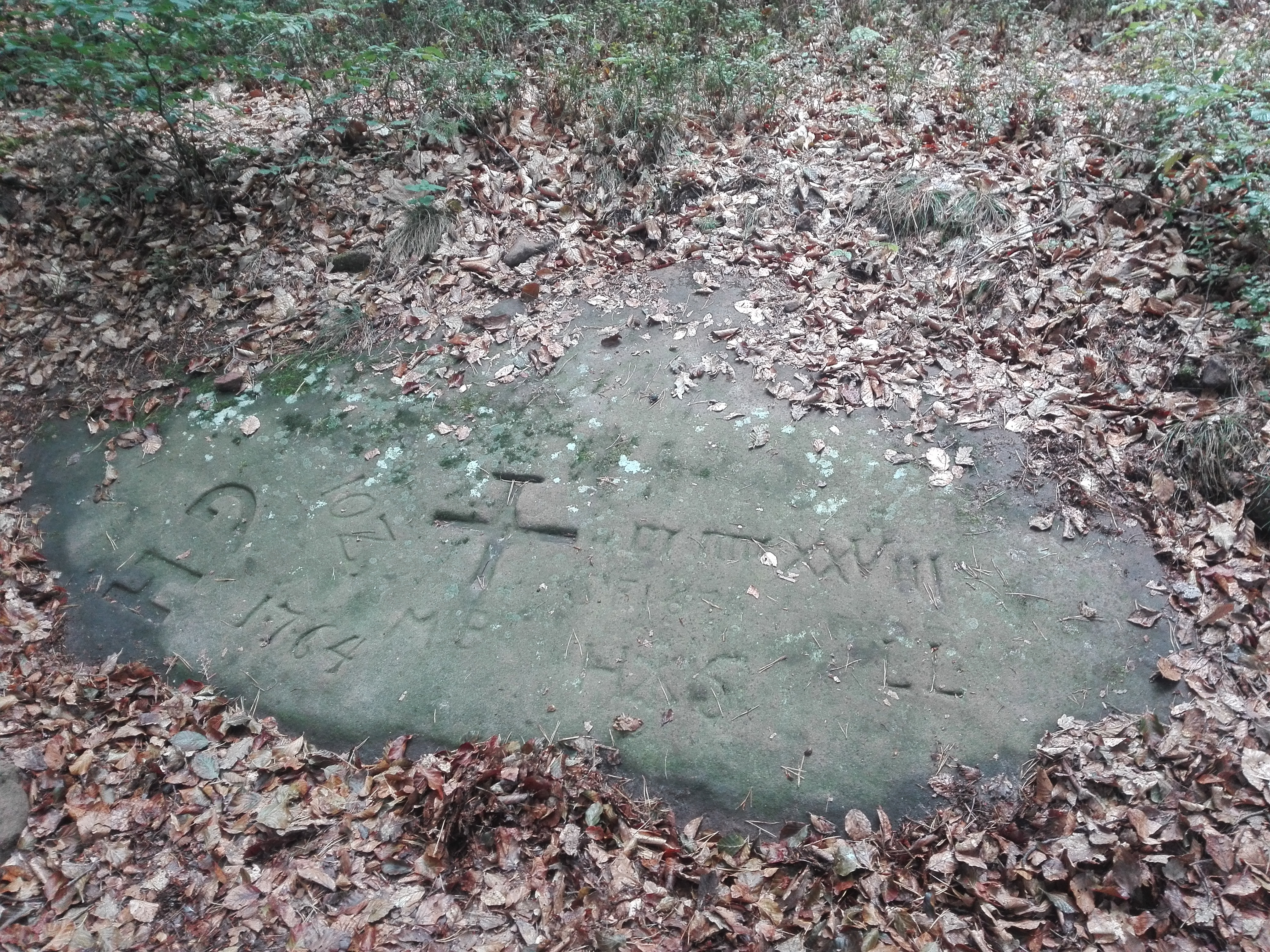
Loogfels Nr. 102

Der Loogfels Nr. 102, auch Zeugenstein genannt, ist ein in der Denkmalliste des Landes Rheinland-Pfalz als Einzeldenkmal eingetragener Loogfels. Solche Felsen wurden mit Einkerbungen versehen, beispielsweise mit Wappen oder Piktogrammen, um eine Grenze zu bezeichnen.

## Geographische Lage
Der Loogfels Nr. 102 liegt im Pfälzerwald, dort, wo die Gemarkungsgrenzen von Deidesheim, Lambrecht (Pfalz) und Lindenberg (Pfalz) zusammenlaufen, ca. 600 m nordwestlich des Lambrechter Stadtteils Karl-Rauch-Siedlung. Der Stein liegt auf einer Höhe von 445 m ü. NHN auf dem Kreuzberg, direkt neben einem alten Weg, der sich in einem schlechten Zustand befindet. Etwa 125 m weiter nordöstlich befindet sich ein weiterer Loogfels, der im Volksmund „Nonnenbrunz“ genannt wird.

## Bezeichnungen

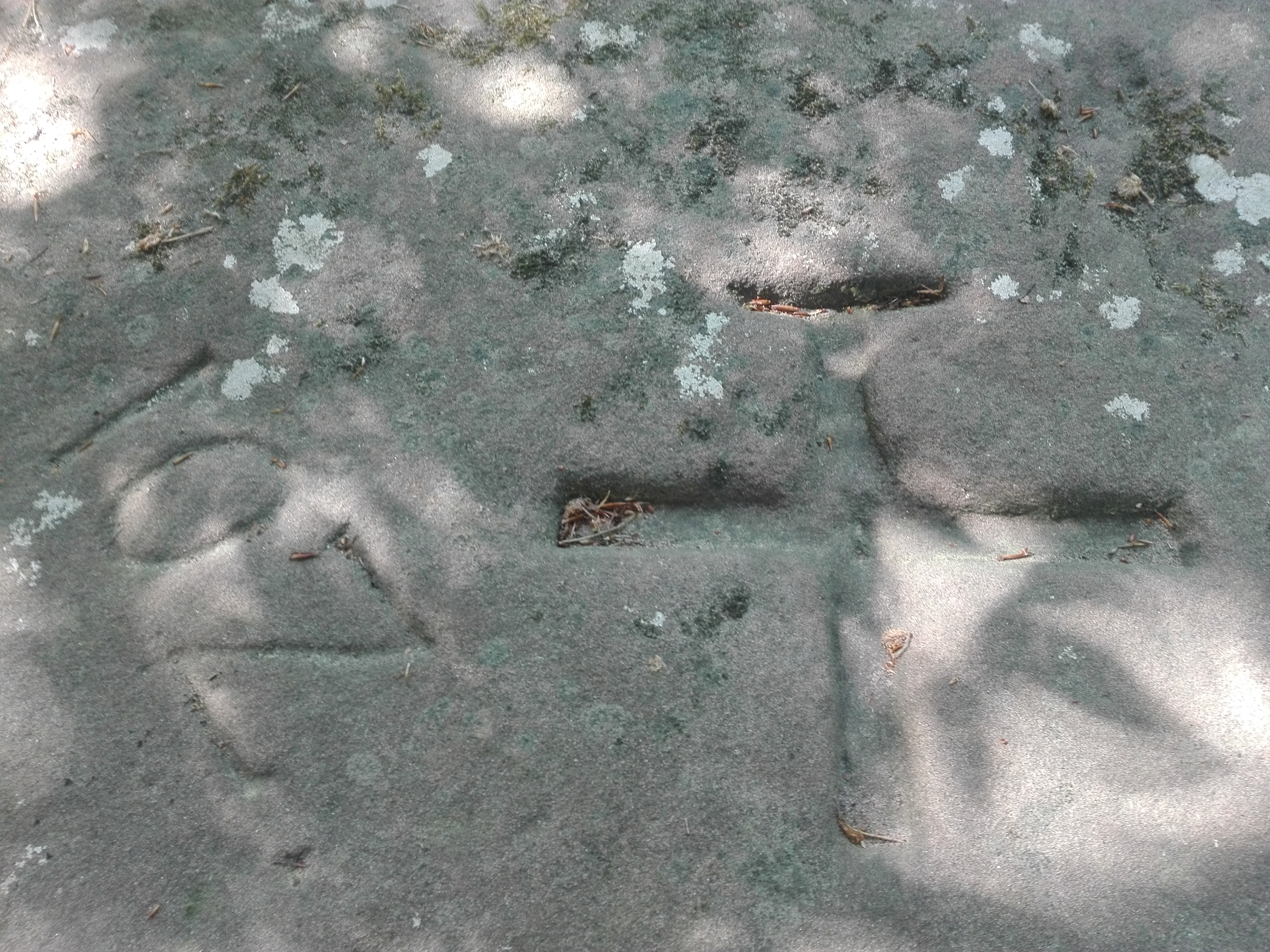
Deidesheimer Waldloogzeichen und Grenzsteinnummer

Der Loogfels wurde in einer Grenzbeschreibung des Jahres 1528 bereits erwähnt; damals gab es Streit zwischen Deidesheim und Grevenhausen (heute Teil von Lambrecht) wegen des Grenzverlaufs. Als Schlichter fungierten der Vogt von Lauterburg, Balthasar von Rosenberg, sowie Hans von Wachenheim, genannt Bohell. Der Kreuzberg, auf dem der Stein liegt, hieß damals noch Schlangenberg.
Auf dem Stein sind folgende Zeichen eingelassen:
- GH: Das Kürzel steht für Grevenhausen
- M CCCCC XXVIII: Die Jahreszahl 1528 in römischer Zahlschrift
- 1676 und 1764: Hierbei handelt es sich um Jahreszahlen
- 102: Eine Deidesheimer Grenzsteinnummer
- Das um einen kleinen Querbalken erweiterte Kreuz ist das Deidesheimer Waldloogzeichen
- LL: Ein Monogramm des Lambert Leidenheimer, Unterschultheiß in Deidesheim